# Брендон Вільямс
Брендон Пол Браян Вільямс (англ. Brandon Paul Brian Williams; нар. 3 вересня 2000, Манчестер) — англійський футболіст, фланговий захисник «Манчестер Юнайтед» і молодіжної збірної Англії.

## Клубна кар'єра
Вихованець академії «Манчестер Юнайтед». Може зіграти на позиціях крайнього правого або лівого захисника.
В основному складі «Юнайтед» Вільямс дебютував 25 вересня 2019 року в матчі Кубка Футбольної ліги проти «Рочдейла» (1:1), вийшовши на заміну замість Філа Джонса. 3 жовтня 2019 року Брендон вперше вийшов в стартовому складі «Юнайтед» в матчі Ліги Європи проти нідерландського клубу АЗ. 20 жовтня 2019 року дебютував в Прем'єр-лізі, вийшовши на заміну в кінцівці матчу проти «Ліверпуля» (1:1). 24 листопада 2019 року забив свій перший гол у Прем'єр-лізі в матчі проти «Шеффілд Юнайтед», який завершився внічию з рахунком 3:3.
На початку серпня 2020 року підписав новий контракт з «Манчестер Юнайтед» до 2024 року з опцією продовження ще на рік.

## Кар'єра в збірній
У вересні 2019 року дебютував у складі збірної Англії до 20 років матчем проти Нідерландів (0:0), а 7 жовтня 2020 року зіграв першу гру за молодіжну збірну Англії у матчі проти Андорри (3:3).

## Титули і досягнення
- Володар Кубка Футбольної ліги (1):

«Манчестер Юнайтед»: 2023